# La Azucarera
La Azucarera (1957, al-Sukkariyya, del original en árabe السكرية) es la tercera parte de la Trilogía de El Cairo del escritor y Premio Nobel de Literatura egipcio Naguib Mahfuz. La novela abarca el período de 1935 a 1944 y concluye la saga de tres generaciones cairotas de la familia Abd al-Gawwad.
La historia de la familia se entrelaza con los acontecimientos políticos que experimenta la ciudad de El Cairo antes y durante la Segunda Guerra Mundial. 
El título de la novela se refiere a la calle de al-Sukkariyya, en donde se encuentra la casa de Jadiga Shawkat y su familia. Esta calle forma parte del antiguo centro de El Cairo o El Cairo fatimí.
Dorisbel Aguilera Rodríguez

## Resumen de la trama
Esta última entrega de la saga de la familia Abd al-Gawwad se centra en la tercera generación de la misma. La salud de los abuelos, Ahmad y Amina decae, así como el aspecto de su vieja casa en la calle de Bayn al-Qaṣrayn (Entre dos Palacios). El señor Ahmad se ve forzado a dejar sus antiguas aventuras amorosas a causa de la enfermedad y la vejez. Mientras permanece postrado en la cama, su esposa Amina goza de cierta libertad, debido a que le permite recorrer las diferentes mezquitas de El Cairo para rezar por los miembros de su familia.
Aisha, tras perder a su familia, regresa a casa de sus padres, en donde pierde su belleza y languidece en la soledad. Mientras tanto, su hermana mayor, Jadiga continúa siendo activa y tratando de dirigir todos los aspectos de su casa y familia.
En esta última parte de la Trilogía, el desencanto con el partido Wafd es patente, ya que ha fracasado en el objetivo de otorgar una independencia real a Egipto. Las tropas británicas todavía están presentes en el Valle de El Nilo y sus consejeros siguen interviniendo en la política del país. Por lo tanto, los nietos de la familia Abd al-Gawwad prefieren seguir otras alternativas. Ridwan, hijo de Yasín, se afilia al movimiento Sa'adista, el cual se desprende del Wafd y forma un partido cuyo objetivo es volver a la ideología original del líder nacionalista Saad Zaghloul. Mientras tanto, los hijos de Jadiga optan por tendencias opuestas. El mayor, Abd al-Muním Shawkat, se une a los Hermanos Musulmanes, y el menor, Ahmad Shawkat, sigue una ideología comunista. Parte de la novela se centra en la confrontación ideológica entre los dos hermanos, sobre todo en el debate entre la fe y la ciencia. Al final, ambos son detenidos y comparten la misma celda en la cárcel. 
La novela concluye cuando Amina agoniza, al mismo tiempo que una de sus nietas está a punto de dar a luz al primer integrante de la cuarta generación de la familia.